# Раджатарангини
«Раджатарангини» (IAST: Rājataraṃgiṇī, «Поток царей») — хроника, повествующая о древних царях Кашмира, написана на санскрите автором Калханой. Хроника написана примерно в 1147—1149 годах н. э. Хроника описывает прочные традиции кашмирской монархии, но 120 стихов хроники описывают хаос, возникший в правление Калаша, сына Ананта Девы. Даты правления ранних правителей Кашмира, вероятно, даны не точно, но «Раджатарангини» остаётся великолепным источником исторических и этнографических сведений о Кашмире и его соседях.

## Историческая обстановка

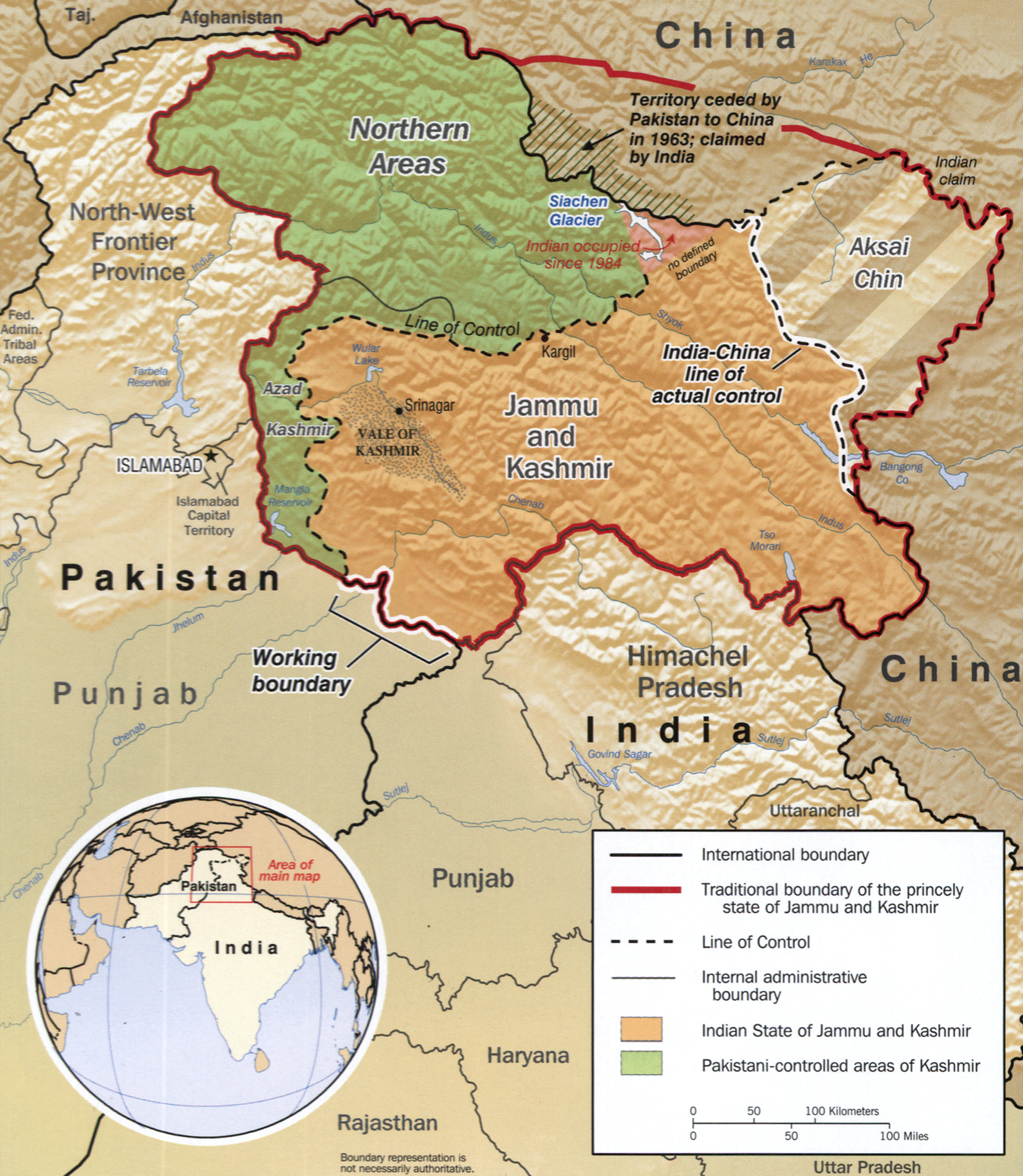
Кашмирский регион (кашмирская долина слева от центра)

Широкая долина — Кашмир, также называемая «Кашемир» окружена Великими Гималаями и Пир-Панджалом.
Калхана считает долину Кашмира бывшим дном огромного озера. Озеро было осушено великим риши Кашьяпой, сыном Маричи, сыном Брахмы. Риши разрезал холмы Барамулла (Вараха-мула), и вода стекла. Барамулла — «кабаний зуб» по-кашмирски.
Благодаря плодородной почве и умеренному климату, долина богата рисом, овощами и разными фруктами, а также шерстью. Кашмир был обитаем с доисторических времён, иногда был независим, иногда подчинялся завоевателям: Бактрии, Тибету, монголам, пришедшим через горы с севера, и завоевателям из долины Инда или Ганга — с юга. В разные времена здесь господствовали вероисповедания: анимизм, индуизм, буддизм, ислам.

## Калхана: Автор и его философия
Калхана (XII век) — кашмирский риши и автор «Раджатарангини», первый известный нам историк Кашмира. Фактически Марк Аурель Стейн, переводивший «Раджатарангини», называл «Раджатарангини» единственной достоверной хроникой на санскрите. О Калхане известно из его же книги. Его отец Чампака был министром при дворе махараджи Кашмира Харши.
Во вступлении Таранга Калхана излагает свою позицию относительно содержания хроники. Стейн перевёл это так:
- Стих 7. Справедливость: Этот автор достоин похвалы, его слово, как судья, свободно от любви и ненависти касательно фактов прошлого.
- Стих 11. Ссылаться на прежних авторов: Старейшие обширные хроники царей [Кашмира] сохранились частично [вследствие] Сурваты, приказавшего их укоротить (и собрать), чтобы (их содержание) легко могло быть запомнено.
- Стих 12. В стихах Сурвата, хотя получившего известность, не показал ловкости в изложении темы, так доставляет неудобство [чтение] при их неуместном изучении.
- Стих 13. Благодаря определённой неосмотрительности, ни одна из частей «Списка Царей» (Nrpavali) Ксимендры не свободна от ошибок, хотя это работа поэта.
- Стих 14. Одиннадцать работ прежних учёных, содержащих летопись царей, Я осмотрел, также как [Пураны, содержащие] мнение мудреца Нилы.
- Стих 15. Смотря на надписи, описывающие освящение храма и подарки прежних царей, на хвалебные надписи и написанные работы, преодолена была проблема, вытекающая из множества ошибок.

Несмотря на обозначенные принципы и незаменимость летописи Калханы, его работа содержит много неточностей. В первых трёх книгах есть серьёзные несоответствия и нет признаков подлинности. Например, Ранадитья правил 300 лет. Тороману правил спустя 700 лет после своего отца. Хотя известно, что Михиракула был сыном Торамана. Но с IV книги хроника становится правдоподобной.

## Структура «Раджатарангини»
«Раджатарангини» — летопись, разделённая по периодам правления, начиная с эпического периода Махабхараты по правление Санграма Девы (1006 год), мусульманское правление не включено в летопись. Список царей начинается примерно с XIX века до н. э. Некоторые цари и династии упоминаются в других источниках, но большинство известно только по «Раджатарангини».
Работа содержит 7826 стихов, которые делятся на восемь книг под названием Таранга (Волна, отсюда Раджа-тарангини = Волны Царей, но чаще переводят «Поток Царей»).
Летопись начинается с раджи Гонанды I, он был современником Юдхиштхиры из Махабхараты, но чисто кашмирская история начинается со времени Маурья. Калхана сообщает, что Шринагар был основан Ашокой Маурьей, и затем буддизм пришёл в Кашмирскую долину. Отсюда буддизм распространялся в Центральную Азию, Тибет и Китай.

## Династии

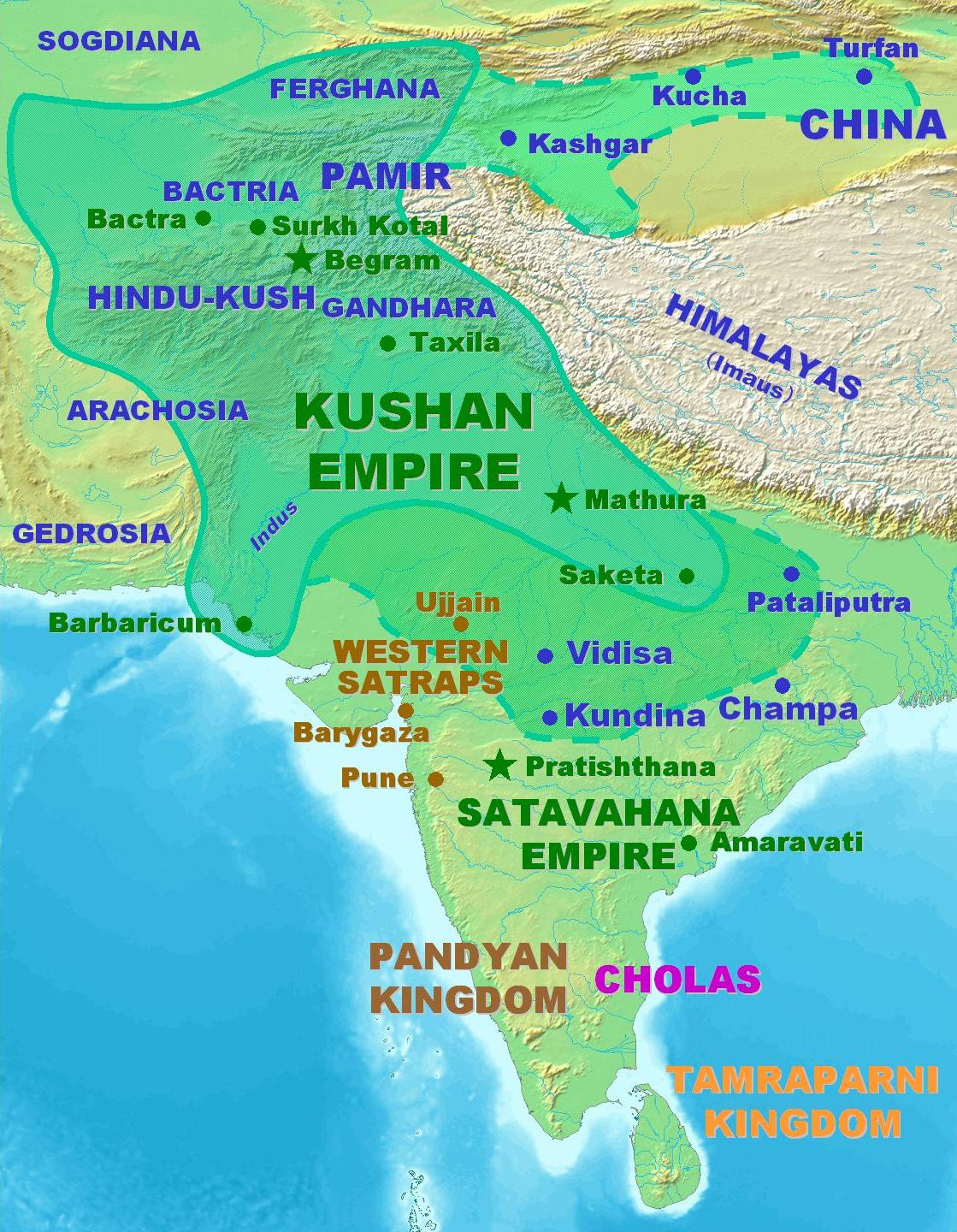
Кушанская империя на пике могущества. Правление Канишки (127—147 годы н. э.)

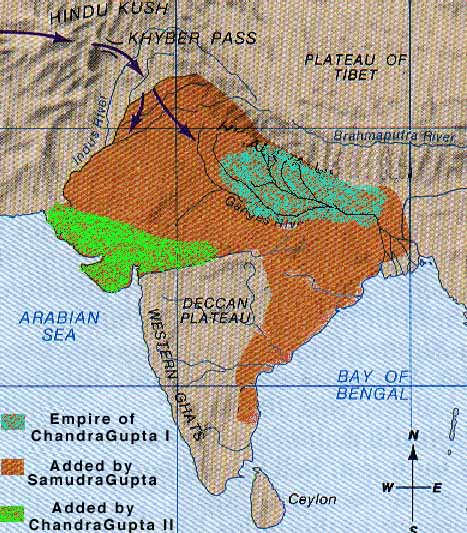
Империя Гупта при Чандрагупте II(правил в 375—415 годах н. э.)

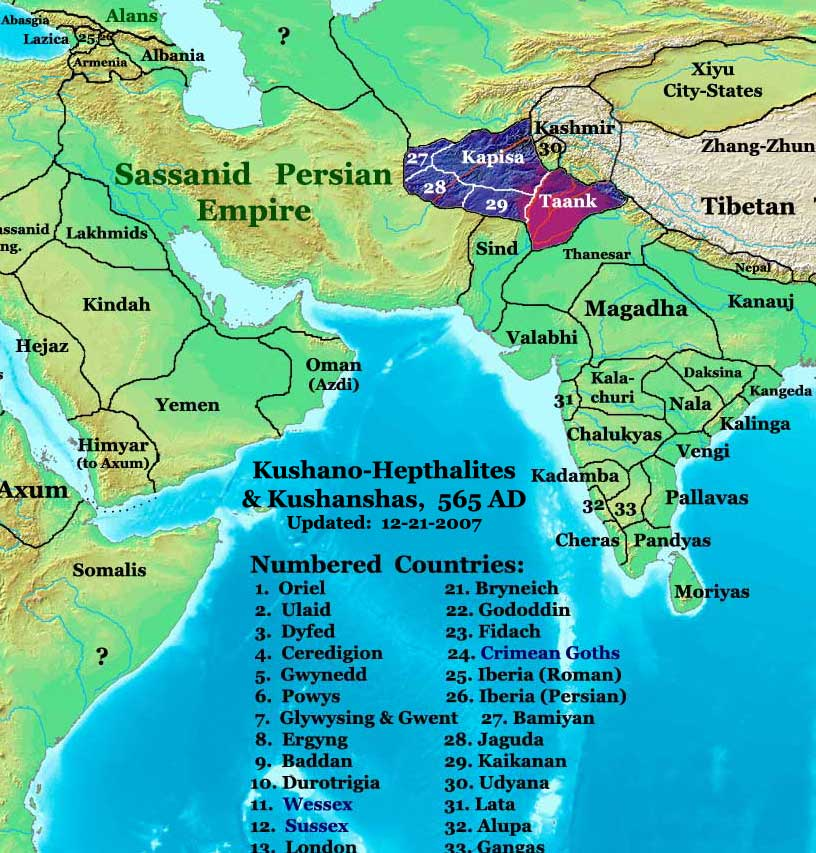
Земли Кушаншахов (Индо-Сассаниды) и гуннов (Кушано-Эфталиты) в 565 году н. э.

Цари Кашмира условно разделены на династии, как показано в таблице.
В скобках указаны номера книг и стихов. Так: (IV.678) значит Книга IV стих 678.
| Гонанда I                              | Раджатарангини (I.59) называет Гондану I первым царём Кашмира, родственником Джарасасамдхи Магадхского. |
| Безымянные династии                    | Три известных по именам и 35 безымянных царей правило до Лавы, от него 7 известных царей до Ашоки Майрьи (I.95). |
| Маурья                                 | Величайшая империя Маурьев объединила Индию, основана Чандрагупта Маурья в 322 году до н. э. Его внук Ашока Великий (273—232 годы до н. э.) построил ступы в Кашмире, ему наследовал сын Джалука. |
| Кушаны                                 | После Дамодары II правили Хушка, Джушка и Канишка (127—147 годы н. э.) из бактрийской Кушанской империи. (Вероятно, Калхана здесь спутал даты и последовательность церей) |
| Гонандия                               | После Абхиманью I, Гонанда III утвердил династию Гонандия. Он был (I.191) первым правителем этой династии, и ничего не известно о его происхождении |
| Некоторые другие                       | Наконец Прападитья I, родственник Викрамадитьи (не Шакари) стал царём (II.6). Через несколько царей на престол вступил Виджайя (II.62). Его сын Джайендра, за ним следовал Сандхимати-Арьяраджа (34 год до н. э. — 17 год н. э.), в котором переродился Сандхимати — министр Джайендры. Калхана говорил, что Сандхимати-Арьяраджа потратил «самое прекрасное Кашмирское лето» в поклонении лингаму из снега/льда «в месте выше лесов» (II.138). Это, вероятно, упоминание об Амарнатхе. |
| Гуна                                   | Калхана описывает правителя Торанама и Михиракула (510 — 542 годы н. э.), но не указано, что они были Гуна: это известно из других источников. |
| Гонандия 2-я династия                  | После Гуна, Мегхавахана Гонандия вернулся из Гандхары. Мегхавахана был ревностный буддист и запретил резать скот в царстве. |
| Каркота (Нага) (625 — 1003 годы н. э.) | Гонандия Баладитья сделал своего министра снабжения, Дурлабхавардхана (III.489) своим приёмным сыном. Муктапида Лалитадитья (724 — 760 годы н. э.) создал империю охватившую Северную Индию и часть Средней Азии. (Примерно с этой династии сведения Калханы полностью подтверждаются другими источниками.) Муктапида Лалитадитья вторгся на север и разбив Камбоджей, он схватился с тушарами (Тохары). Тушары не приняли боя и, бросив своих коней, бежали в горы. Затем Лалитадитья покорил бхаутов в Балтистане, в Западном Тибете севернее Кашмира, затем дардов в Каракоруме и Гималаях, валукамбудхи и затем он столкнулся с Стрираджя, из Уттаракуру и Прагджйотиши соответственно (IV.165-175). |
| Утпала                                 | При Каркотах, Лалитапида имел наложницу, дочь Каляпалы (IV.678). Её сын Чиппатаджаяпида. Молодой Чиппатаджаяпида приходился племянником Утпалапиде(IV.679). Когда дядя умер, Чиппатаджаяпида стал царём. |
| Кутумби                                | После Утпала, Яшаскарадева стал царём (V.469). Он был сыном казначея Каркотов — Шамкаравармана. Калхана описывает Шамкаравармана (883—902) так: «Этот [царь], не говорил на языке богов, но говорил вульгарным языком пьяниц, показал, что происходит из семьи винокуров». То есть власть попала к незнатным родичам царицы, которые перестали разговаривать на санскрите. |
| Дивира                                 | После Праравагупты, Давира стал царём. Его сын Кшемагупта женился на Дидде, дочери Симхараджи лохарского. Дидда правила Кашмиром сначала косвенно, а потом прямо (980—1003 годы н. э.), она возвела Санграмараджа, своего племянника, на престол, что стало началом династии Лохара. |
| Лохара                                 | Основатель рода Лохара — Нара Дарвабхасарский (IV.712). Он был вьявахари (вероятно, купец), который управлял двумя деревнями и при конце Каркотов стал правителем небольшого княжества. Лохары правили много поколений. Отец Калханы был министром при дворе Харши Лохары. |

## Империя Лохаров
Дидда (жен.)……………981-1004

## 1-я династия Лохара
1. Санграмараджа……………1004-1029
2. Харираджа……………….1029
3. Ананда…………………1029-1064
4. Каладжа………………..1064-1090
5. Уткарджа……………….1090
6. Харша…………………1090-1102

## 2-я династия Лохара
1. Уччала……………….1102-1113
2. Радда Санхараджа ………………….1113
3. Салхана………………..1113
4. Суссала………………..1113-1120 ум. 1127
5. Бхиншачара…………….1120
6. Суссала (повторно)……..1120-1127
7. Джаясинха ……………..1127-1154
8. Праманука……………..1154-1164
9. Варттидева…………….1164-1171

## Оценка
Работа Калханы — ценный источник легенд, мифов, преданий раннесредневекового Кашмира. Но нецелесообразно считать его работу точной летописью. Некоторые исторические аспекты рассмотрел профессор К. Н. Дхар.
Калхана жил в тяжёлое и нестабильное время, когда Кашмир был жемчужиной культуры в океане хаоса и варварства. Калхана был образован и мыслил как брахман, имел связи при дворе. У него очень яркий и элегантный язык, наполненный сравнениями и неясными намёками. Можно сказать, что Калхана историк-поэт.
Калхана ссылается на авторов Кшемендру, Падмамириху и Чавиллакару, а также ссылается на другие письменные источники, в том числе гравюры, рукописи и народные предания, с тем, чтобы подтвердить свои слова. Хотя его неуместно обвинять во лжи, но, вероятно, его воображение создало многие подробности. Так Гонандия три раза правили в Кашмире, начиная с первого царя. Вероятно, Калхана желает показать, что древние великие династии, хоть и могут быть свергнуты захватчиками, но возрождаются благодаря уцелевшим ветвям.
Хронология Калханы, особенно в первых трёх книгах, неточна. Калхана стремился показать традицию, историзм монархии, а даты используются, чтобы показать значимость конкретного события. История Маурьев описывается Калханой очень подробно, хотя нельзя судить о достоверности деталей.
Калхана ценен тем, что он чувствует «цвет» времени. Подбирая рассказы о правителях, он даёт понять, как сами кашмирцы XII века относились к монархии и своей истории. В этом качестве Калхана становится этнографом.

## Переводы
«Раджатарангини» 4 раза переводилась на английский, перевод выполняли:
- Ранджит Ситарам пандит
- Горас Гайман Вильсон, секретарь Азатского Общества Бенгалии. Первый англичанин-переводчик Раджатарангини. Первая половина XIX века.
- Джогеш Чандра Дутт в конце XIX века.
- Марк Аурель Стейн, в начале XX века, в 3 томах — самый всесторонний.

Также существует издание Джогеш Чандра Дутта в редакции С. Л. Садху. Части «Раджатарангини» переведены на персидский язык и включены в Айн-ай-Акбари в XVI веке.
На русский язык ещё не переведена.

## Телевизионный сериал
Телевизионный сериал на основе Раджатарангини под названием «Мирас» был выпущен П. К. Раином в 1986 году на канале Doordarshan Сринагар. Сериал был закрыт после выхода первой серии, так как мусульманское большинство сочло его брахманской пропагандой.
Другой сериал был завершён режиссёром Джоти Саруп. Сериал показывался в Кашмире в 2006 году.

### Текст
Санскритский Текст на сайте библиотеки Нью-Дели.

### На английском
- К. Н. Дхар о Калхане
- Culture and Political History of Kashmir: Medieval Kashmir By Prithivi Nath Kaul Bamzai, 1994 ISBN 81-85880-31-X, 9788185880310

### На русском
Список царей Кашмира на сайте alexhistory.narod.ru. Незначительно отличается от летописи Калханы (недоступная ссылка)